# Stopczatów
Stopczatów (ukr. Стопчатів) – wieś na Ukrainie, w obwodzie iwanofrankiwskim, w rejonie kosowskim.
Prywatna wieś szlachecka prawa wołoskiego, położona była w ziemi halickiej województwa ruskiego.
W II Rzeczypospolitej wieś w powiecie kołomyjskim województwa stanisławowskiego.
W latach 1943–1945 nacjonaliści ukraińscy z OUN-UPA zamordowali tutaj 12 Polaków.

## Ludzie
- Iwan Hrabowycz – ksiądz, proboszcz greckokatolicki we wsi[6]
- Dmytro Pawłyczko – ukraiński poeta, tłumacz, krytyk, działacz społeczny. W latach 1999–2001 ambasador Ukrainy w Polsce